# 부네스코 위원회
부네스코 위원회는 매주 수요일 저녁 7시 35분에 KBS부산방송총국, 매주 토요일 오전 5시 10분 KBS 1TV KBS 네트워크에서 방송하는 한국방송공사의 텔레비전 프로그램이다.

## 기획 의도
부산의 동네에 숨겨진 소중한 문화유산을 부네스코 위원회(부산 유네스코 위원회의 준말)의 토론 선정 방식을 통해 TV로 보는 ‘부산판 문화유산 답사기’ 프로그램

## 방송 시간
전국 방송은 2017년 1월 7일부터 KBS 네트워크로 토요일 오전 5시 10분에 방송된다.
| 방송 채널       | 방송 기간               | 방송 시간                              |
| --------------- | ----------------------- | -------------------------------------- |
| KBS부산방송총국 | 2016년 11월 30일 ~ 현재 | 매주 수요일 저녁 7:35 ~ 밤 8:25 (50분) |
| KBS 1TV         | 2017년 1월 7일 ~ 현재   | 매주 토요일 오전 5:10 ~ 6:00 (50분)    |

## 방송 회차

### 2016년
| 회차 | 방송일    | 제목 (원제)                       |
| ---- | --------- | --------------------------------- |
| 1회  | 11월 30일 | 한국의 산토라니, 감천문화마을     |
| 2회  | 12월 7일  | 부산의 작은 중국, 초량 차이나타운 |
| 3회  | 12월 14일 | 굳제어라 국제시장                 |
| 4회  | 12월 28일 | 몸을 담그다, 동래온천             |

### 2017년
| 회차 | 방송일   | 제목 (원제)                                    |
| ---- | -------- | ---------------------------------------------- |
| 5회  | 1월 4일  | 두 명의 천사, 맥켄지 가의 딸들                 |
| 6회  | 1월 11일 | 영욕의 공간, 조방                              |
| 7회  | 1월 25일 | 원도심 골목에 빠지다                           |
| 8회  | 2월 1일  | 역사의 장(場), 구포시장                        |
| 9회  | 2월 8일  | 시간이 멈춘 마을, 우암동                       |
| 10회 | 2월 15일 | 부산의 자회상, 용두산 공원                     |
| 11회 | 2월 22일 | 1950년대 광복동 시대                           |
| 12회 | 3월 8일  | 서(書)로 행복한, 보수동 책방골목               |
| 13회 | 3월 22일 | 마도로스 1번지, 부산                           |
| 14회 | 3월 29일 | 외래문물의 보고(寶庫), 부평깡통시장            |
| 15회 | 4월 5일  | 숭고한 그 이름 이태석 신부                     |
| 16회 | 4월 12일 | 삶을 잇다, 영도다리                            |
| 17회 | 4월 19일 | 최동원, 전설의 시작! 1편                       |
| 18회 | 4월 26일 | 최동원, 시대와 승부하다! 2편                   |
| 19회 | 5월 17일 | 부산은 산복도로다                              |
| 20회 | 5월 24일 | 세월의 굳은살, 깡깡이 마을                     |
| 21회 | 6월 7일  | 가덕도의 비밀                                  |
| 22회 | 6월 14일 | 관광 1번지, 초량동을 이바구하다                |
| 23회 | 7월 5일  | 100년의 기다림, 부산시민공원                   |
| 24회 | 7월 12일 | 500년 맛과 멋을 품은, 금정산성마을             |
| 25회 | 7월 19일 | 부산남자 어을빈 X파일                          |
| 26회 | 7월 26일 | 빛나라! 광안리                                 |
| 27회 | 8월 2일  | 극과 극 2부작 _ 1편. 여성 독립운동가 박차정    |
| 28회 | 8월 9일  | 극과 극 2부작 _ 2편. 친일경찰의 대명사, 노덕술 |
| 29회 | 8월 16일 | 부산은 영화다!(부산국제영화제편)               |